# Czas górski
Czas górski (ang. Mountain (Standard) Time, MT, MST) – strefa czasowa, odpowiadająca czasowi słonecznemu południka 105°W, który różni się o 7 godzin od uniwersalnego czasu koordynowanego (UTC-7).
W strefie znajduje się Kanada (prowincja Alberta, Terytoria Północno-Zachodnie, zachodnia część terytorium Nunavut, południowo-wschodnia część prowincji Kolumbia Brytyjska i miasto Lloydminster) i Stany Zjednoczone (stany Arizona, Kolorado, Montana, Nowy Meksyk, Utah i Wyoming, południowa część stanu Idaho, zachodnia część stanów Dakota Południowa, Kansas, Nebraska, Oklahoma i Teksas, południowo-zachodnia część stanu Dakota Północna oraz niewielka część stanów Nevada i Oregon).
W okresie letnim na całym obszarze z wyjątkiem Arizony i fragmentu Kolumbii Brytyjskiej czas standardowy zastępowany jest czasem letnim (Mountain Daylight Time, MDT) przesuniętym o jedną godzinę (UTC-6).